# Morarji Desai
Morarji Ranchhodji Desai (hindi मोरारजी देसाई, ur. 29 lutego 1896 w Valsadzie, zm. 10 kwietnia 1995 w Nowym Delhi) – indyjski polityk, parlamentarzysta, minister, wicepremier, 5. premier Indii.

## Życiorys
Ukończył studia na Wilson College w Bombaju.
W 1930 związał się z ruchem niepodległościowym. Kilkakrotnie przebywał w więzieniu. Od 1956 wielokrotnie wchodził w skład rządu, m.in. w latach 1959–1964, 1967–1969 i 1977–1979 był ministrem finansów. W latach 1967–1969 był również wicepremierem.
Był działaczem Indyjskiego Kongresu Narodowego i współpracownikiem Mahatmy Gandhiego.
W 1969 – po rozłamie w partii – stał się przeciwnikiem Indiry Gandhi. W 1975 był jednym z organizatorów tzw. akcji nieposłuszeństwa. W latach 1975–1977 był więziony. W marcu 1977 będąc przywódcą partii Janaty, która zwyciężyła w wyborach parlamentarnych, został premierem. W 1979 ustąpił z obydwu stanowisk, a w roku 1980 wycofał się z działalności politycznej.
Morarji Desai zostając premierem miał 81 lat. Jego dobry stan zdrowia tłumaczono tym, że nigdy nie palił papierosów, nie pił alkoholu, od przeszło 50 laty nie miał kontaktu seksualnego z kobietą, każdy dzień rozpoczynał modlitwą, ćwiczeniami jogi i wypiciem szklaneczki moczu.